# Abricots
Abricots (Haïtiaans-Creools: Abriko, ook Les Abricots genoemd) is een stad en gemeente in Haïti met 37.500 inwoners.De plaats ligt 11 km ten westen van de stad Jérémie. De gemeente maakt deel uit van het arrondissement Jérémie in het departement Grand'Anse.

## Algemeen
De weg naar Jérémie komt in de buurt van het dorp langs. Om in het dorp zelf te komen, moet men echter een vrachtwagen en een boot nemen. Dit is één keer per week mogelijk. In het dorp is geen waterleiding of elektriciteit aanwezig.

## Onderwijs
Het onderwijs in het dorp bestaat uit:
- 7 basisscholen (1 publiek en 6 privaat)
- 2 middelbare scholen (1 publiek en 1 privaat)

## Economie
Er wordt koffie, suikerriet en cacao verbouwd. Verder is er een vissershaven. Ook vindt er bijenteelt plaats.

## Indeling
De gemeente bestaat uit de volgende sections communales:
| Nr. | Naam          | Km²   | Inw.2015 |
| --- | ------------- | ----- | -------- |
| 1   | Anse du Clerc | 20,35 | 8.363    |
| 2   | Balisiers     | 29,02 | 12.030   |
| 3   | Danglise      | 23,78 | 7.005    |
| 4   | La Seringue   | 29,74 | 10.277   |